# Papa Giovanni VIII
Giovanni VIII (Roma, 820 circa – Roma, 16 dicembre 882) è stato il 107º papa della Chiesa cattolica dal 14 dicembre 872 fino alla sua morte. È spesso considerato come uno dei più importanti pontefici del IX secolo, insieme a Niccolò Magno.

## Biografia

### Origini e carriera ecclesiastica
Nacque a Roma verso l'820 da Gundo , che fu poi arcidiacono cardinale durante il pontificato di Sergio II. Dal nome paterno si può dedurre che Giovanni fosse di origine longobarda. Consacrato arcidiacono nell'852 da papa Leone IV, era stato stretto collaboratore di Niccolò Magno e sostenitore della sua energica politica, nonché fautore della mediazione che portò all'elezione del suo predecessore Adriano II. Alla morte di quest'ultimo, nell'872, il seggio petrino fu conteso tra Giovanni e Formoso, vescovo di Porto, ma il popolo, il clero e la milizia della città di Roma (all'epoca, il papa veniva eletto dietro consenso del populi romani) scelsero Giovanni, che fu consacrato papa il 14 dicembre 872, lo stesso giorno in cui papa Adriano venne a mancare.
Uomo energico e dal carattere volitivo, Giovanni VIII s'ispirò a Gregorio Magno e a Niccolò Magno nella sua lotta per la supremazia papale. Tra le riforme realizzate durante il suo pontificato, si ricorda particolarmente la riorganizzazione amministrativa della curia pontificia.

### Pontificato

#### Le relazioni con Chiesa e Impero bizantini
Per migliorare i rapporti politici con Costantinopoli (anche in prospettiva antisaracena), nell'agosto 879 Giovanni riconobbe il reinsediamento di Fozio (già condannato e scomunicato dai suoi predecessori) come legittimo patriarca di Costantinopoli dopo la morte del patriarca Ignazio I (877). Giovanni poneva come condizioni che la Chiesa bulgara (che era stata strappata con l'inganno all'influenza di Roma) non fosse sottoposta alla giurisdizione di quella bizantina, ma rimanesse almeno autonoma, e che Fozio facesse pubblicamente ammenda dei suoi errori. Il Concilio di Costantinopoli, appositamente convocato, si svolse nella chiesa di Santa Sofia tra il 17 novembre 879 e il 13 marzo 880. Fozio s'incaricò di leggere davanti all'assemblea le lettere con le richieste papali, che lui stesso aveva tradotto dal latino in greco, omettendo e travisando parte del contenuto in suo favore e tacendo abilmente sulle condizioni poste da Roma, particolarmente sulla questione della Bulgaria che lui stesso, a suo tempo, aveva manipolato. Nonostante le iniziali proteste, i legati papali accettarono la dichiarazione in quanto vi si riconosceva il primato petrino, ma il capo della delegazione, il vescovo Marino, non poté tacere riguardo all'omissione delle clausole. Per questo motivo, fu tenuto segregato per 30 giorni dall'imperatore Basilio I il Macedone per ritardare le reazioni del papa. Quando però Marino fu liberato, all'inizio dell'881, questi ritornò a Roma per riferire delle macchinazioni bizantine e Giovanni VIII non poté fare altro che rinnovare la scomunica dell'intrigante patriarca.
La protezione di San Metodio
Giovanni difese il vescovo Metodio (l'artefice della cristianizzazione della Bulgaria) dai suoi nemici germanici, che contestavano il suo uso della lingua slavonica nella liturgia della Chiesa bulgara. Il pontefice invece confermò il permesso di usare lo slavonico, che era stato originariamente garantito da papa Adriano II, il suo predecessore.

#### I rapporti con i Carolingi

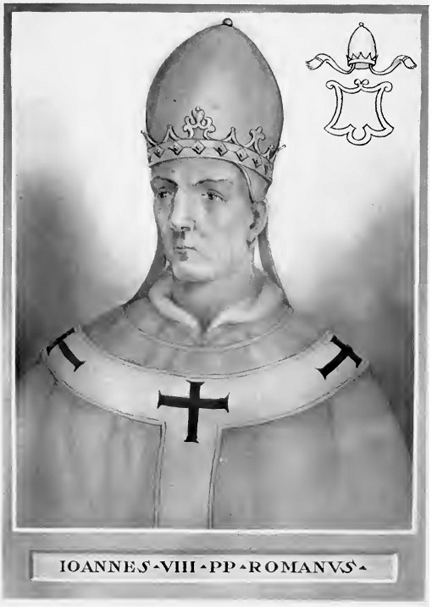
Papa Giovanni VIII, in un'illustrazione di Artaud de Montor (1772-1849) originariamente realizzata nel 1842 e poi riportata in The Lives and Times of the Popes by Chevalier Artaud de Montor, New York: The Catholic Publication Society of America, 1911.

Alla morte senza eredi maschi dell'imperatore Ludovico II, nell'875, l'impero si trovò ad essere conteso tra i suoi zii Carlo il Calvo e Ludovico II il Germanico, il quale ultimo voleva assicurare la successione imperiale al figlio Carlomanno che, peraltro, era stato designato dallo stesso Ludovico II come suo successore. A Roma vi era una forte fazione filo-germanica, cui apparteneva, tra gli altri, il vescovo di Porto, Formoso. Il pontefice invece prediligeva il ramo "francese" della dinastia carolingia, forse anche per continuità con le scelte dei suoi predecessori. Giovanni VIII, dunque, inviò un'ambasceria a Carlo il Calvo in cui lo invitò a recarsi immediatamente a Roma per essere incoronato. Senza perdere tempo Carlo si precipitò a Roma dove il giorno di Natale dell'875 Giovanni lo incoronò imperatore nella Basilica di San Pietro. Entrambi si recarono poi a Pavia per celebrare un sinodo in cui Carlo fu anche incoronato re d'Italia. Normalmente questo titolo veniva conferito dall'imperatore o da una dieta imperiale; il fatto che sia stato attribuito dal papa e dai vescovi non fece che rafforzare il potere del pontefice nei confronti dell'impero.
Il papa sperava in un aiuto da parte di Carlo per contrastare le frequenti e pericolose incursioni dei Saraceni e per mettere a tacere l'opposizione filogermanica particolarmente attiva in Roma, ma rimase deluso in tutte le sue aspettative per l'inettitudine e l'incapacità dell'imperatore. Peraltro, l'impero di Carlo durò molto poco: nell'ottobre 877 era già venuto a mancare. Certamente Carlo, per ottenere la corona, dovette fare molte concessioni alla Chiesa e dovette sborsare ingenti somme per ingraziarsi il favore dei Romani. E il papa, del resto, lo considerava apertamente una sua creatura. «Con Carlo il Calvo la maestà imperiale si abbassò tanto quanto si innalzò l'autorità del pontefice.» .
Immediatamente Carlomanno si precipitò in Italia alla testa di un esercito per ottenere l'incoronazione, ma il papa prese tempo, anche per paura che il partito filogermanico romano rialzasse la testa. In aiuto di Giovanni si verificò una violenta epidemia, che decimò l'esercito di Carlomanno il quale, ammalatosi lui stesso, dovette tornare in Baviera.
Subito si fecero avanti Lamberto I, duca di Spoleto e Adalberto, duca di Tuscia, che occuparono Roma e di fatto tennero il papa prigioniero, imponendogli di eleggere imperatore Carlomanno; ma Giovanni non cedette alle pressioni e anzi scomunicò i due duchi ribelli che, visto inutile ogni tentativo di agire con la forza, rientrarono nelle loro terre.
Sentendosi abbandonato e in pericolo Giovanni fuggì in Francia, dove il 7 settembre 878 incoronò imperatore Ludovico II di Francia, il debole e malaticcio figlio di Carlo il Calvo. Mentre sperimentava l'inettitudine e l'inaffidabilità del nuovo sovrano, Giovanni puntava le sue attenzioni su una nuova alternativa: Bosone, uomo molto influente, duca di Lombardia, cognato di Carlo il Calvo e genero del defunto Ludovico II. Il papa gli promise appoggio nel tentativo di ottenere il regno di Provenza e gli fece intravedere la possibilità di ottenere la corona imperiale, sempre nella speranza di ricevere aiuto negli affari dello Stato della Chiesa, ma ben presto anche Bosone voltò le spalle al pontefice, il quale, del resto, non fu da meno, quando si rese conto che quella strada era impraticabile. «Giovanni VIII, pontefice violento e vendicativo come pochi altri, si lasciò sempre trascinare dalle sue cieche passioni ed azioni sconsiderate e precipitose: perciò tutte le sue imprese fallirono ed egli stesso, nell'istante in cui mise piede sul suolo francese, precipitò per sempre dall'altezza alla quale si era innalzato.».
Anche Ludovico il Balbuziente morì molto presto, già nell'aprile dell'anno successivo. Il papa dovette cedere. Nell'879, quando già non era più in grado di seguire gli affari di stato, Carlomanno assegnò l'Italia al fratello Carlo il Grosso, che Giovanni dovette incoronare imperatore nel febbraio 881. La scelta di eleggere un membro dei Franchi Orientali (dunque quelli germanici) era dovuta al fatto che il ramo occidentale della dinastia non aveva più eredi, pertanto Giovanni VIII dovette accondiscendere ad incoronare l'ultimo rampollo rimasto della dinastia carolingia. Anche in questo caso, Giovanni si trovò davanti ad un imperatore ancora più patetico del precedente, in quanto non solo era un indolente e privo di abilità politica, ma non fornì alcun aiuto contro i Saraceni.

#### La gestione di Roma e del patrimonio di San Pietro
Il partito di opposizione a Giovanni, filogermanico, era particolarmente attivo in Roma, ed era guidato non solo da personaggi di spicco dell'amministrazione civile, ma anche da alti funzionari e prelati all'interno della curia, come ad esempio Formoso, il vescovo di Porto. Il 19 aprile 876 Giovanni, che aveva accusato i suoi avversari di congiura, convocò un concilio nel quale ordinò loro di presentarsi per esporre le proprie motivazioni. I capi dell'opposizione si guardarono bene dall'accettare l'ingiunzione e il 30 giugno Giovanni scagliò contro tutti loro la scomunica.
Per quanto riguarda l'amministrazione dei beni della Chiesa, da tempo ormai essi erano oggetto di concessioni e alienazioni a favore di personaggi di alto rango, e non solo in ambito ecclesiastico. Oltre agli imperatori, che concedevano chiese e conventi a vescovi e conti a titolo di "feudo" personale, gli stessi pontefici, per assicurarsi l'elezione o i favori dell'aristocrazia romana, o per ammorbidire le posizioni dei capi del partito avverso, erano soliti concedere benefici, che spesso si trasformavano in patrimoni ereditari, e che in tal modo spezzettavano e depauperavano il patrimonio della Chiesa. In un sinodo tenuto a Ravenna nell'877 Giovanni proibì la concessione dei beni e territori appartenenti al patrimonio di San Pietro, che dovevano essere direttamente amministrati dall'erario pontificio.

#### La Lega antisaracena
Roma e la campagna romana erano ancora esposte alle scorrerie dei Saraceni. Non era ancora stata dimenticato l'attacco dell'846 durante il quale furono saccheggiate la Basilica di San Paolo fuori le mura e quella di San Pietro in Vaticano, all'epoca situata anch'essa fuori dalle mura romane, con la profanazione della tomba del primo degli Apostoli. 
Fu proprio in seguito a quell'attacco che papa Leone IV (847-855) aveva deciso la costruzione di una cinta muraria a protezione del Colle Vaticano. Volendo prolungare e concludere l'opera del predecessore, Giovanni fece edificare intorno alla basilica di San Paolo un avamposto militare, chiamato "Giovannopoli" o "Giovannipoli", e fece proteggere la zona circostante la fortezza di Ostia.
A differenza però di Leone IV, che aveva ottenuto un aiuto finanziario dall'imperatore Carlo il Calvo, papa Giovanni non ricevette alcun finanziamento. Inoltre l'autorità imperiale era troppo debole per inviare un esercito a difese della Santa Sede e dell'Italia meridionale. Neanche i vari feudatari italiani risposero alla sua richiesta. Nell'876 i saraceni saccheggiarono la Sabina e la città di Velletri, situata a soli 40 km da Roma. Successivamente eressero una fortificazione vicino a Tivoli (a Saracinesco) e una a Ciciliano in Sabina. Infine insediarono una loro base permanente nel Sud Italia ad Agropoli. Le città di Napoli, Salerno, Amalfi, Capua e Gaeta si dichiarano alleate dei saraceni.
Giovanni decise allora di prendere in mano la situazione; nell'877 convocò a Traetto (l'odierna Minturno) il duca di Napoli Sergio II, il principe di Salerno, Guaiferio, e i duchi Pulcario di Amalfi, Landolfo di Capua e Docibile di Gaeta, chiedendo loro di rompere definitivamente l'alleanza con i saraceni. Solo Guaifiero e Pulcario accettarono. In particolare, Pulcario di Amalfi s'impegnò a rompere i patti stabiliti coi Saraceni e a inviare proprie navi a pattugliare le coste del Lazio. A tal fine papa Giovanni gli consegnò 10.000 mancusi d'argento. Gli amalfitani, però, non ruppero coi Saraceni né inviarono le loro navi. Il papa fece istanza di riavere il suo denaro: a tal fine informò Guaiferio, poi scomunicò Pulcari e tutta la città di Amalfi. Minacciò infine di scomunica Atanasio di Napoli se non avesse rotto l'alleanza con gli arabi.
Il duca di Napoli rifiutò, per non intaccare i forti legami commerciali con i Saraceni. Scomunicato quest'ultimo, con le forze che riuscì a raccogliere, papa Giovanni VIII si mise egli stesso alla testa di una flotta che, sempre nell'877, al largo di Capo Circeo, sconfisse una flotta musulmana, catturando 18 vascelli nemici e liberando 600 schiavi cristiani. Giovanni poté quindi vendicarsi definitivamente di Sergio II di Napoli, incitando alla ribellione Atanasio, il vescovo di Napoli e fratello del duca, che fece accecare Sergio e lo mandò a Roma presso il papa, che lo mise in carcere dove restò fino alla sua morte. Osserva il Gregorovius che «quel fratricidio commesso da un vescovo fu salutato da lui, pontefice, come un evento felice; all'assassino fu corrisposto il prezzo del suo crimine com'era nei patti, e inviata una lettera di congratulazioni. A tal segno le necessità del dominio terreno allontanavano il papa dalla sfera delle virtù apostoliche del sacerdozio, che con tale dominio è per ragioni morali assolutamente inconciliabile». Ma dopo la vittoria Guaiferio e Pulcario, ricevuto il compenso promesso dal papa, si sentirono slegati dal giuramento di fedeltà fatto al pontefice, come pure Atanasio, divenuto nel frattempo duca di Napoli, e ripresero a commerciare con i Saraceni i quali, tra l'altro, tenevano lontana dall'Italia la flotta dei Bizantini, un costante pericolo per l'autonomia degli Stati del Meridione. Morto nel frattempo Carlo il Calvo, che comunque nessun contributo aveva dato alla lega antisaracena, Giovanni fu costretto a comprare, nell'aprile dell'878, una tregua con i musulmani al prezzo di 25.000 mancusi d'argento annui, e solo così riuscì ad assicurarsi un periodo di pace. Osserva lo storico tedesco Franz Xaver Seppelt, che «il pagamento del tributo … equivaleva ad una profonda umiliazione del papa, che poteva però dichiarare a buona ragione che era stato costretto ad un passo simile, poiché dei principi cristiani si erano apertamente schierati con i nemici di Cristo.»

### Morte e sepoltura
Giovanni VIII morì a Roma il 15 o il 16 dicembre 882 e fu sepolto fuori di San Pietro. Nella quarta sezione degli Annali di Fulda si riporta la versione che Giovanni sia stato assassinato: secondo questa ipotesi sarebbe stato avvelenato da membri del suo entourage (o dai suoi parenti) e, non morendo subito, sarebbe stato finito a colpi di mazza. Il movente potrebbe essere stato legato a lotte di potere o al suo coinvolgimento in questioni politiche..

## Successione apostolica
La successione apostolica è:
- Vescovo Wiching di Nitra (880)